# مارینوس نابلسی
مارینوس نابلسی (یونانی باستان: Μαρῖνος ὁ Νεαπολίτης؛ زاده ۴۴۰ پس از میلاد) فیلسوف نوافلاطونی، ریاضی‌دان، اخترشناس و سخن‌دان بود در فلاویا نئاپولیس (نابلس امروزی)، در فلسطین متولد شد. او در آتن شاگرد پروکلس بود. آثار به‌جا مانده از او مقدمه‌ای بر دادهها اثر اقلیدس، زندگی پروکلوس و دو متن در باب نجوم است. بیشتر آنچه از زندگی او می‌دانیم از اثر داماسکیوس است که در سودا موجود است.

## زندگی
به گفته شاگردش داماسکیوس، او سامری به‌دنیا آمد. این‌که آیا این اطلاعات درست است یا خیر مورد مناقشه است، اما ممکن حقیقت داشته باشد. داماسکیوس همچنین می‌افزاید که او از آیین سامری گرویده بود.
او در زمانی به آتن آمد که به استثنای پروکلس، مردان برجسته کمی در مکتب نوافلاطونی وجود داشت. او مدتی قبل از مرگ پروکلس، به جانشینی او منصوب شد. پروکلس شرح خود بر «افسانه ار» افلاطون را به مارینوس تقدیم کرد.
گزارش شده است که پروکلس نگران بود که مارینوس در آن دوره که اساتید دین یونانی قدیمی مورد آزار و اذیت مسیحیان قرار می‌گرفتند آسیب ببیند. مارینوس مجبور شد به اپیداروس پناهنده شود، و در تاریخی نامعلوم در آن‌جا درگذشت.

## فعالیت‌ها
تنها بقایایی از آثار مارینوس باقی مانده است. مهم‌ترین اثر باقی‌مانده از او زندگی‌نامه پروکلس است، زیرا منبع اصلی اطلاعات در مورد زندگی پروکلس به‌شمار می‌رود. این اثر در ترکیبی از هگزامترهای نثر و حماسی نوشته شده است.
انتشار زندگی‌نامه با توجه به اشاره به سال مرگ پروکلس ثابت شده است؛ زیرا او از یک خسوف یاد می‌کند که زمانی رخ می‌دهد که اولین سال پس از مرگ او کامل می‌شود. این اثر اولین بار با آثار مارکوس آئورلیوس در سال ۱۵۵۹ منتشر شد. در سال ۱۷۰۰ نیز توسط فابریسیوس در هامبورگ منتشر شد و در سال ۱۸۱۴ توسط ژان فرانسوا بواسوناد دو فونتارابی با اصلاحات و یادداشت‌هایی مجدداً ویرایش شد. او همچنین نویسنده تفسیر (یا مقدمه) در مورد داده‌های اقلیدس و شرحی بر تفسیر کوچک تئون است. همچنین یک متن در باب نجوم از او باقی مانده است که در مورد کهکشان راه شیری بحث می‌کند.
آثار گم‌شده او شامل تفسیرهایی بر ارسطو، تئون و برخی از گفتگوهای افلاطون بود. گفته می‌شود که تفسیرهایش بر آرای فیلبوس افلاطون را به توصیه شاگردی به‌نام ایزیدور از بین برد. بر اساس نسخه‌ای از داستانی از داماسکیوس، زمانی که مارینوس تفسیر را به شاگردش، که به او ارسطوگری آموخت، نشان داد، ایزیدور بر او پیش‌نهاد کرد تا آن را از بین ببرد. پژوهشگران کنونی گمان می‌کنند که این توصیه از این ترس ناشی می‌شود که تفسیر مارینوس مطالبی را دربردارد که ممکن است پارادایم نوافلاطونی حاکم را تضعیف کند.

## یادداشت
1. ↑  'He says that the successor of Proclus, Marinus, came from Neapolis in Palestine, a city situated near the mountain called Argarizon Then the impious writer uttered the blasphemy that on this mountain there is a most holy sanctuary of Zeus the Highest, to whom Abraham the father of the old Hebrew consecrated himself'. Vita Isadori, 141. (Mor 2016, p. ۳۷۶)